# 산 마르코와 산 토다로의 기둥
산 마르코와 산 토다로의 기둥(이탈리아어: Colonne di San Marco e San Todaro)은 이탈리아 베네치아 산마르코 광장에 있는 2개의 기둥이다. 각각 꼭대기에 복음사가 마르코를 상징하는 날개 있는 사자 동상과, 성 테오도로 동상이 있다.

## 사진
두 기둥의 사진
- 산 마르코 기둥 (왼쪽)과 산 토다로 기둥 (오른쪽)
- 산 마르코 기둥
- 산 토다로 기둥